# Acétate d'oct-1-èn-3-yle
L'acétate d'oct-1-èn-3-yle ou acétate de 1-octen-3-yle est un composé organique de formule C10H18O2. Il s'agit de l'ester de l'acide acétique et de l'oct-1-èn-3-ol. Il existe en deux énantiomères et il est obtenu sous forme de racémique. C'est un composant de l'huile essentielle de lavande, et il est à ce titre utilisé en parfumerie.